# Nadingar Ekoue Thérèse
 (mai 2024).
Nadingar Ekoue Thérèse est une militante des droits de l'homme tchadienne ainsi que la première femme avocate du Tchad. Elle est diplômée en droit privé de l'Université Marien Ngouabi de Brazzaville,
Ekoue Thérèse était mariée à Emmanuel Nadingar , ancien Premier ministre du Tchad de mars 2010 à janvier 2013. Elle a eu cinq enfants.
Elle est décédée le 14 août 2020.